# 450 a.C.
Il 450 a.C. (CDL a.C. in numeri romani) è un anno  del V secolo a.C.

## Eventi
- Battaglia di Salamina in Cipro - gli Ateniesi, sotto Cimone, sconfiggono la flotta persiana.
- Ducezio, re dei Siculi, viene sconfitto a Nomai e a Motyon ed è costretto all'esilio a Corinto.
- Roma: secondo anno di decemvirato legislativo e emanazione delle XII tavole
- I Fenici raggiungono via mare le Isole Britanniche.

## Nati
- Alcibiade, militare e politico ateniese († 404 a.C.)
- Ninfodoro di Abdera, greco antico († 400 a.C.)
- Prassilla, poetessa greca antica

## Morti
- Cimone, generale e politico ateniese (n. 510 a.C.)
- Lucio Siccio Dentato, politico e militare romano (n. 514 a.C.)
- Parmenide, filosofo greco antico